# Hípica als Jocs Olímpics d'estiu de 1912
Als Jocs Olímpics de 1912 celebrats a la ciutat d'Estocolm es realitzaren 5 proves eqüestres, tres en categoria individual (doma clàssica, concurs complet i salts) i dues per equips (concurs complet i salts).
Les proves hípiques retornaren a la competició olímpica després de les seves absències en els Jocs de 1904 i 1908, sent presents de forma ininterrompuda en els Jocs fins a la data.

## Resum de medalles
Al costat de cada genet apareix el nom del cavall amb el qual va disputar la prova
| Prova                                | Or | Argent | Bronze |
| Doma clàssica individual detalls     | Carl Bonde amb Emporer | Gustaf Adolf Boltenstern amb Neptun | Hans von Blixen-Finecke amb Maggie |
| Concurs complet individual detalls   | Axel Nordlander amb Lady Artist | Friedrich von Rochow amb Idealist | Jean Cariou amb Cocotte |
| Concurs complet per equips detalls   | Suècia Axel Nordlander amb Lady Artist · Nils Adlercreutz amb Atout · Ernst Casparsson amb Irmelin · Henric Horn af Åminne amb Omen | Imperi Alemany Friedrich von Rochow amb Idealist · Richard von Schaesberg amb Grundsee · Eduard von Lütcken amb Blue Boy · Carl von Moers amb May-Queen | Estats Units Ben Lear amb Poppy · John Montgomery amb Deceive · Guy Henry amb Chiswell · Ephraim Graham amb Connie                                        |
| Salts d'obstacles individual detalls | Jean Cariou amb Mignon | Rabod von Kröcher amb Dohna | Emmanuel de Blommaert amb Clomore |
| Salts d'obstacles per equips detalls | Suècia Gustaf Lewenhaupt amb Medusa · Gustaf Kilman amb Gåtan · Hans von Rosen amb Lord Iron · Fredrik Rosencrantz amb Drabant      | França Michel Dufourt amb Amazone · Jean Cariou amb Mignon · Ernest Meyer amb Allons-y · Gaston Seigner amb Cocotte                                     | Imperi Alemany Sigismund Freyer amb Ultimus · Wilhelm von Hohenau amb Pretty Girl · Ernst Deloch amb Hubertus · Frederic Carles de Prússia amb Gibson Boy |

## Nacions participants
En les proves hípiques dels Jocs Olímpics de 1912 hi participaren 62 genets de 10 nacions:
| - Bèlgica (4) - Dinamarca (4) - Estats Units (4) - França (4) - Imperi Alemany (13) | - Imperi Rus (7) - Noruega (3) - Regne Unit (4) - Suècia (17) - Xile (2) |

## Medaller
| Posició | País           | Or | Argent | Bronze | Total |
| 1       | Suècia         | 4  | 1      | 1      | 6     |
| 2       | França         | 1  | 1      | 1      | 3     |
| 3       | Imperi Alemany | 0  | 3      | 1      | 4     |
| 4       | Bèlgica        | 0  | 0      | 1      | 1     |
| 4       | Estats Units   | 0  | 0      | 1      | 1     |